# جکسون شولز
جکسون شولز (انگلیسی: Jackson Scholz; ۱۵ مارس ۱۸۹۷ – ۲۶ اکتبر ۱۹۸۶) دونده دو سرعت اهل ایالات متحده آمریکا بود.
وی در مسابقات کشوری و بین‌المللی در مجموع برندهٔ ۲ مدال طلا، ۱ مدال نقره شده‌است.